# Бучеш (комуна)
Бучеш (рум. Buceș) — комуна у повіті Хунедоара в Румунії. До складу комуни входять такі села (дані про населення за 2002 рік):
- Бучеш-Вулкан (301 особа)
- Бучеш (209 осіб) — адміністративний центр комуни
- Грохоцеле (258 осіб)
- Дупеп'ятре (267 осіб)
- Міхейлень (492 особи)
- Стеніжа (483 особи)
- Тарніца (371 особа)

Комуна розташована на відстані 314 км на північний захід від Бухареста, 34 км на північ від Деви, 82 км на південний захід від Клуж-Напоки, 140 км на схід від Тімішоари.

## Населення
За даними перепису населення 2002 року у комуні проживала 2381 особа.
Національний склад населення комуни:
| Національність | Кількість осіб | Відсоток |
| -------------- | -------------- | -------- |
| румуни         | 2251           | 94,5%    |
| цигани         | 129            | 5,4%     |
| угорці         | 1              | < 0,1%   |

Рідною мовою назвали:
| Мова      | Кількість осіб | Відсоток |
| --------- | -------------- | -------- |
| румунська | 2380           | > 99,9%  |
| циганська | 1              | < 0,1%   |

Склад населення комуни за віросповіданням:
| Релігія            | Кількість осіб | Відсоток |
| ------------------ | -------------- | -------- |
| православні        | 2350           | 98,7%    |
| п'ятдесятники      | 20             | 0,8%     |
| римо-католики      | 1              | < 0,1%   |
| реформати          | 1              | < 0,1%   |
| не вказали релігію | 1              | < 0,1%   |